# Albrecht von Bernstorff (1809-1873)
Pour les articles homonymes, voir Albrecht Theodor Andreas von Bernstorff, Famille von Bernstorff, Albrecht von Bernstorff (homonymie) et Bernstorff.
Albrecht comte von Bernstorff est un diplomate prussien, né le 22 mars 1809 à Dreilützow et mort le 26 mars 1873 à Londres. Il fut ministre des affaires étrangères du royaume de Prusse sur une courte période, d'octobre 1861 à 1862.

## Biographie

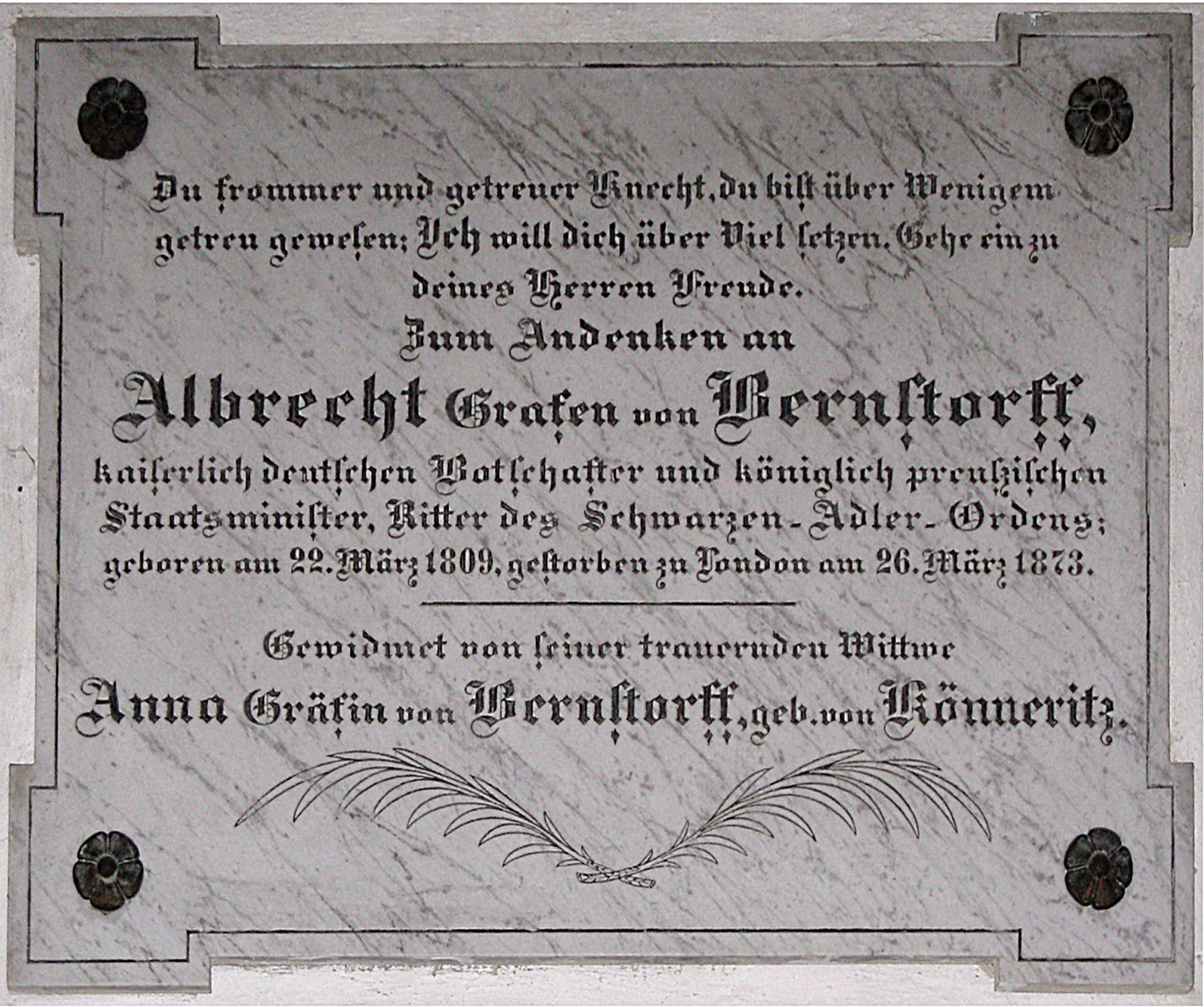
Monument en l'honneur d'Albrecht von Bernstorff dans l'.

Ses parents sont le chambellan danois Friedrich comte von Bernstorff (1773-1838) et son épouse Ferdinandine von Hammerstein-Equord (1783-1853).
Il étudie le droit à l'université de Göttingen. Il y est membre d'un corps étudiant le Corps Vandalia. Il termine ses études à l'université Frédéric-Guillaume.
Après la fin de ses études, il rentre dans la fonction publique prussienne. En 1832, il devient attaché au consulat prussien de Hambourg. Un an plus tard il est promu « Legationssekretär » à La Haye. En 1837, il est muté à Saint-Pétersbourg à un poste de deuxième secrétaire. À cause de la mort de son père, il retourne la même année en Allemagne pour s'occuper des affaires familiales.
Ensuite il prend en 1838 le chemin de Paris, et y épouse en 1839 Anna von Könneritz (de), fille de l'ambassadeur de Saxe à la cour française, Hans Heinrich von Könneritz (de). En 1840, Bernstorff devient chargé d'affaires au Népal, puis en 1841 à Paris.
En 1842, il devient conseiller au département politique du ministère des Affaires étrangères. Poste auquel il doit parfois représenter le ministre des Affaires étrangères. En 1843, il accède à la fonction de « Legationsrat ». En 1845, il est envoyé en tant qu'ambassadeur exceptionnel, ainsi que de plénipotentiaire à Munich. De mai 1848 à 1851, il est ambassadeur à Vienne. Pendant la révolution de mars de 1848, 1849 il soutient une alliance forte entre la Prusse et l'Autriche. Sous la gouvernance de Felix zu Schwarzenberg, toutefois, les différends entre les deux États s'amplifient. Des pressions venant de l'Autriche font que Bernstorff est finalement relevé de son poste par la Prusse.
De 1851 à 1852, il fait partie du « preußischen Landtags » aux côtés d'Albert d'Alvensleben. En 1852, il devient ambassadeur au Népal, puis en 1854 à Londres.
Frédéric-Guillaume IV lui a déjà proposé le poste de ministre des Affaires étrangères en 1848 et 1850, en vain. Ce n'est que de 1861 à 1862 qu'il accède à ce poste dans le cabinet du ministre-président Karl Anton von Hohenzollern-Sigmaringen. Il remplace donc le libéral Alexander von Schleinitz et renforce ainsi au gouvernement la domination des conservateurs avec August von der Heydt et Albrecht von Roon.

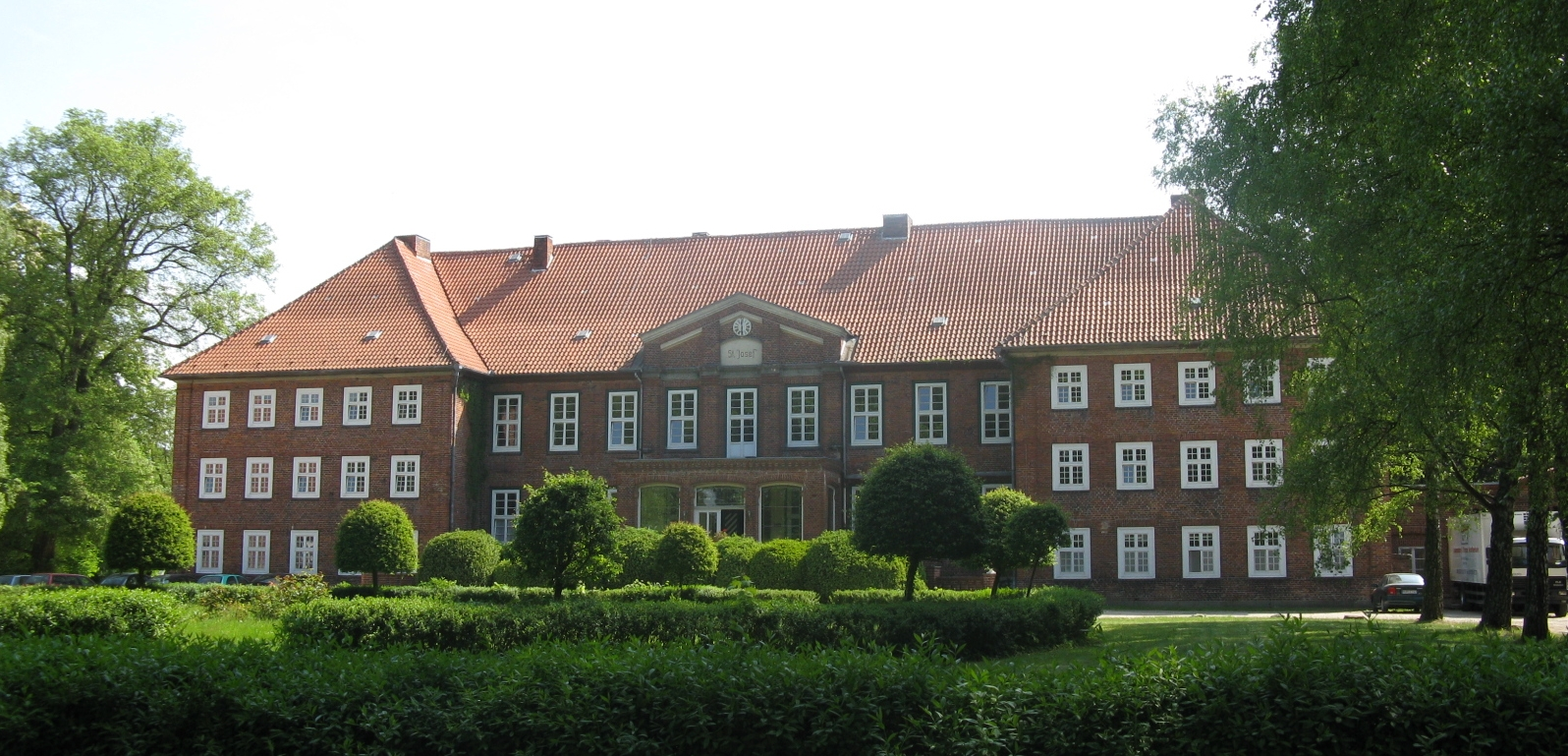
Château de Dreilützow où est né Bernstorff.

La réforme de la Confédération germanique est l'un des grands sujets de réflexion de l'époque. Bernstorff soutient la solution petite-allemande, solution favorisant la Prusse, et qui en premier lieu n'est pas suivie par la Confération. Il impose également la reconnaissance du nouveau royaume d'Italie. Cela signifie pour la Confération germanique, que la Prusse refuse une union douanière avec l'Autriche.
Au début du conflit constitutionnel prussien, le gouvernement et Guillaume Ier sont au pied du mur et décident de diriger sans avoir obtenu un budget dans les règles constitutionnelles. Von der Heydt, Bernstorff et le ministre du Commerce Heinrich Wilhelm von Holtzbrinck refusent cette entorse à la constitution et décident de démissionner. Les favoris à la succession de Bernstorff à son poste de ministre des Affaires étrangères sont alors le ministre de la Guerre Roon et le ministre-président Otto von Bismarck.
Par la suite Bernstorff occupe le poste d'ambassadeur à Londres pour la Prusse puis après sa fondation pour l'Empire allemand. Il participe notamment aux négociations de paix de Londres de 1864 qui conduisent à la paix de Vienne de 1864. C'est en tant qu'ambassadeur de la confédération germanique du nord qu'il participe à la conférence de Londres de 1867, qui décide du sort du statut du Luxembourg.